# Factor de curvatura
Se entiende por Factor de curvatura, también conocido por la denominación en  inglés Wiggle Factor o por las siglas "WF", es el un factor de corrección utilizado en logística que se define como el coeficiente entra la distancia real recorrida y la distancia en línea recta (la más corta) entre dos puntos.
El concepto fue utilizado por primera vez por J. C. Cooper en el año 1983. Se usa para estimar las distancias de ruta para el transporte terrestre y realizar cálculos de consumo y coste de combustible, principal coste en el transporte por carretera.
El factor de curvatura depende de las características de las rutas de un territorio concreto, que está asociada a las infraestructuras y variables ortográficas. En el año 2016 el ingeniero español Pablo Domínguez-Caamaño desarrolló un método estadístico para determinar este factor en diferentes territorios (dedicó espacial atención al estado español).
El factor de curvatura típico del Reino Unido, calculado por Cooper en 1982, es de 1,2 mientras que en España, según los cálculos del método de Domínguez-Caamaño, se sitúa entre el 1,36 para carreteras en zonas rurales y 1,29 para las vías de alta capacidad, como autovías y autopistas.